# Robert Garrett (cestista)
Robert Gregor Garrett (Ochsenfurt, 18 marzo 1977) è un ex cestista tedesco.

## Carriera
Con la Germania ha disputato i Giochi olimpici di Pechino 2008, i Campionati mondiali del 2006 e due edizioni dei Campionati europei (2001, 2005, 2007).

## Palmarès
- Campionato tedesco: 3

Skyliners Francoforte: 2003-04
Brose Bamberg: 2006-07, 2009-10
- Coppa di Germania: 1

Brose Bamberg: 2010
- Supercoppa tedesca: 1

Brose Bamberg: 2007